# Commanderie de Montfrin
La commanderie templière de Montfrin a été administrée de 1146 à 1312.

## Historique
En 1146, grâce à la donation faite par le seigneur Pons de Meynes à l'Ordre du Temple du castrum de Montfrin, les Templiers bâtirent une commanderie et une église, aujourd'hui désignée Église Notre-Dame-de-Malpas de Montfrin. Ils s'établirent dans la commanderie à partir de 1169.

## Description
La commanderie se composait d'une exploitation, avec sa chapelle, son puits, son four à pain, sa prison, son cimetière, ses terres agricoles, ses moulins et son Hôtel Saint-Jean des Templiers.
Les bâtiments de l'ancienne commanderie, sont parvenus jusqu'à nous. La partie résidentielle qui s'organise autour d'une cour centrale, et la chapelle sont séparées.
Une tour massive récemment rénovée s'élève encore à l'angle nord-ouest du quadrilatère formant la commanderie.

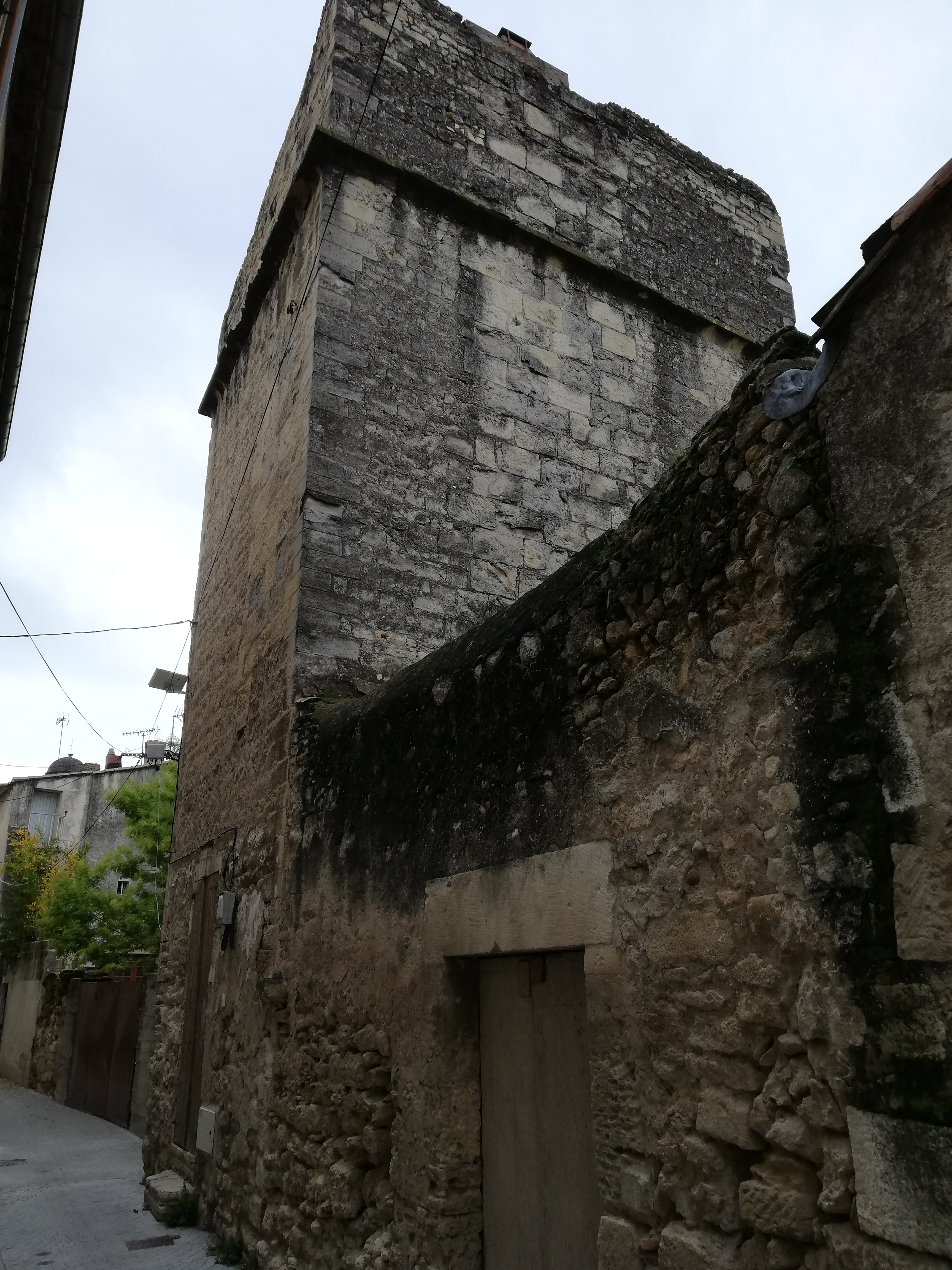
Tour Sud.
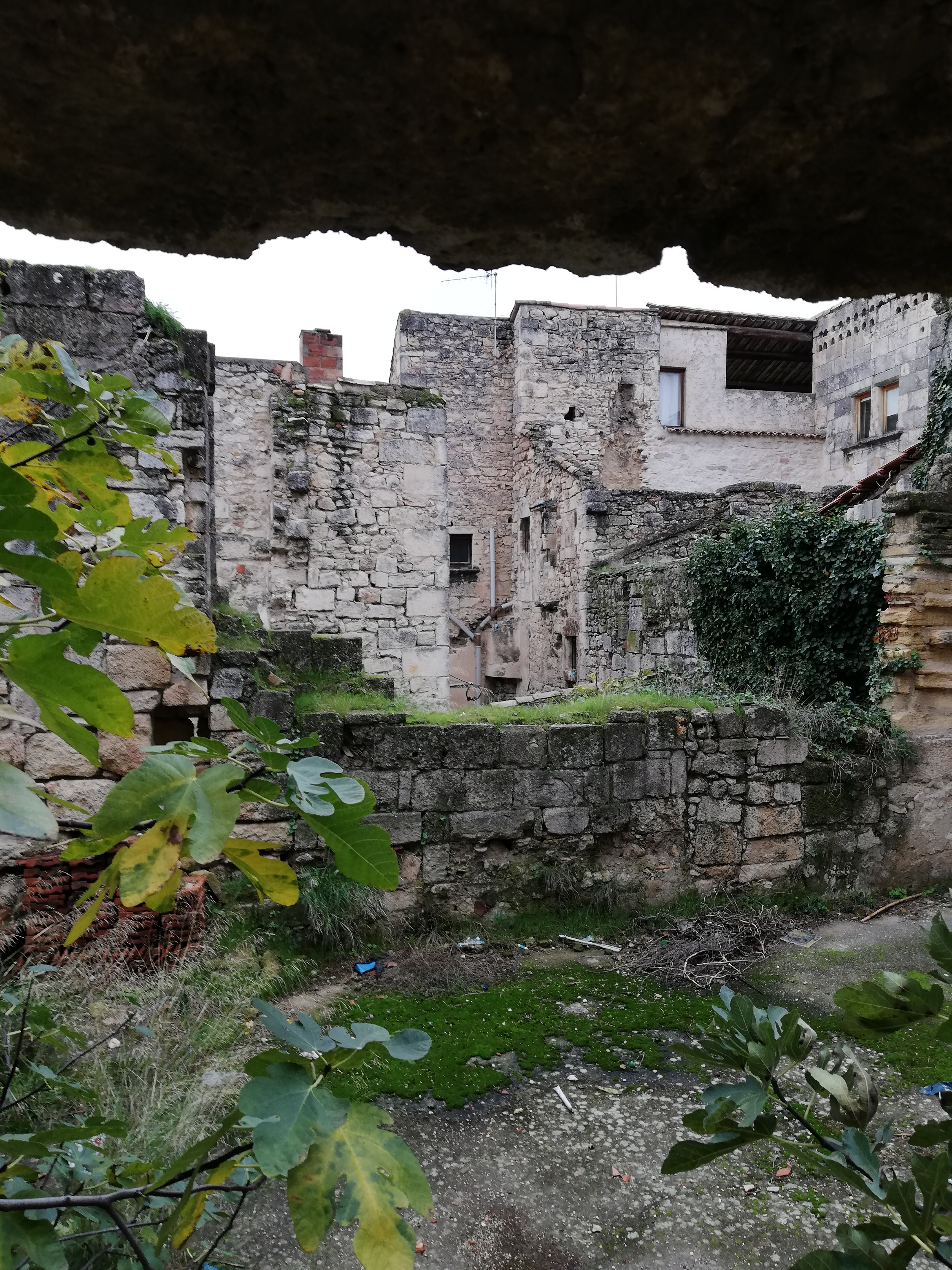
Intérieur de l'enceinte, vu de l'Est.
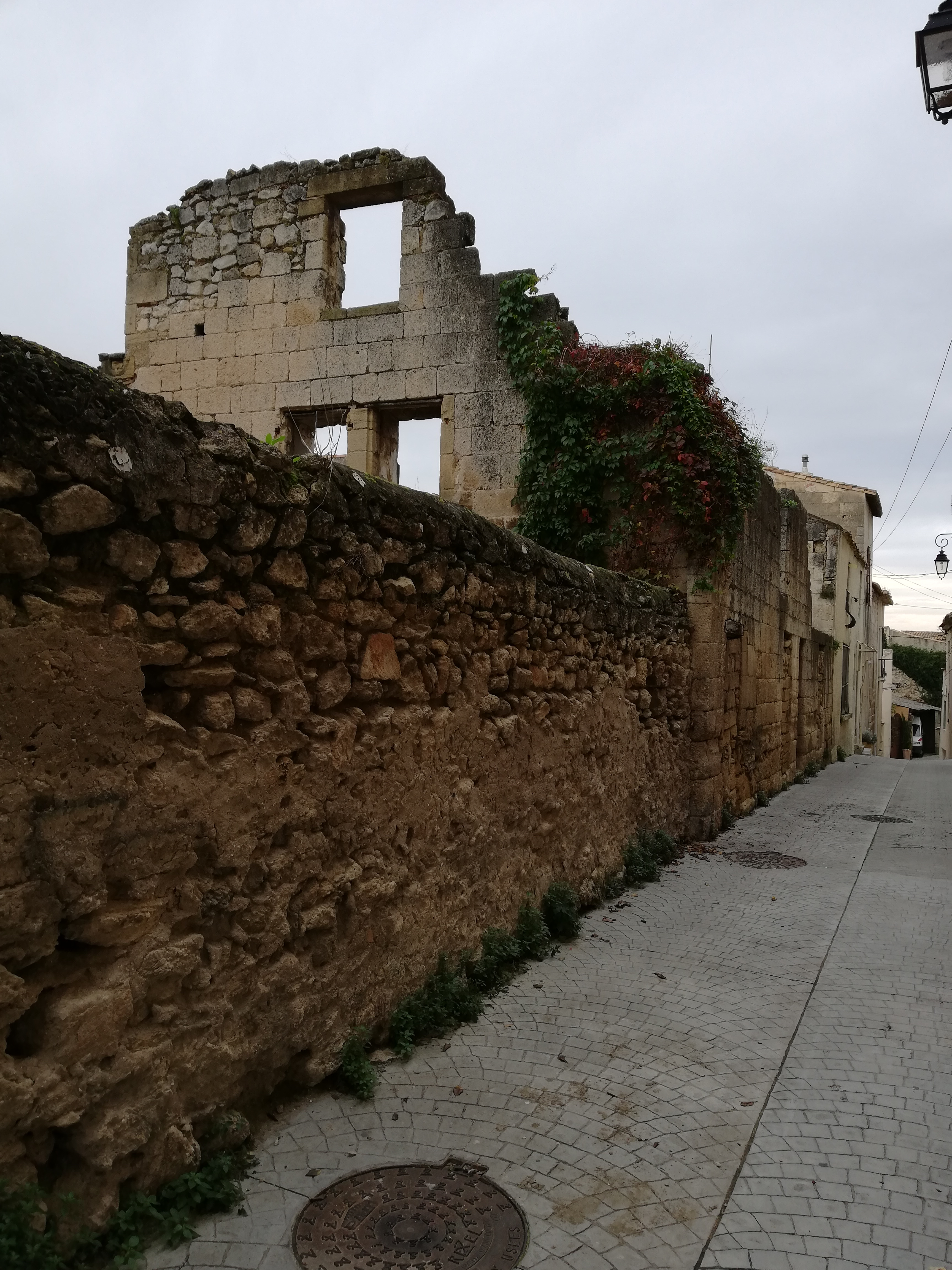
Enceinte Est.
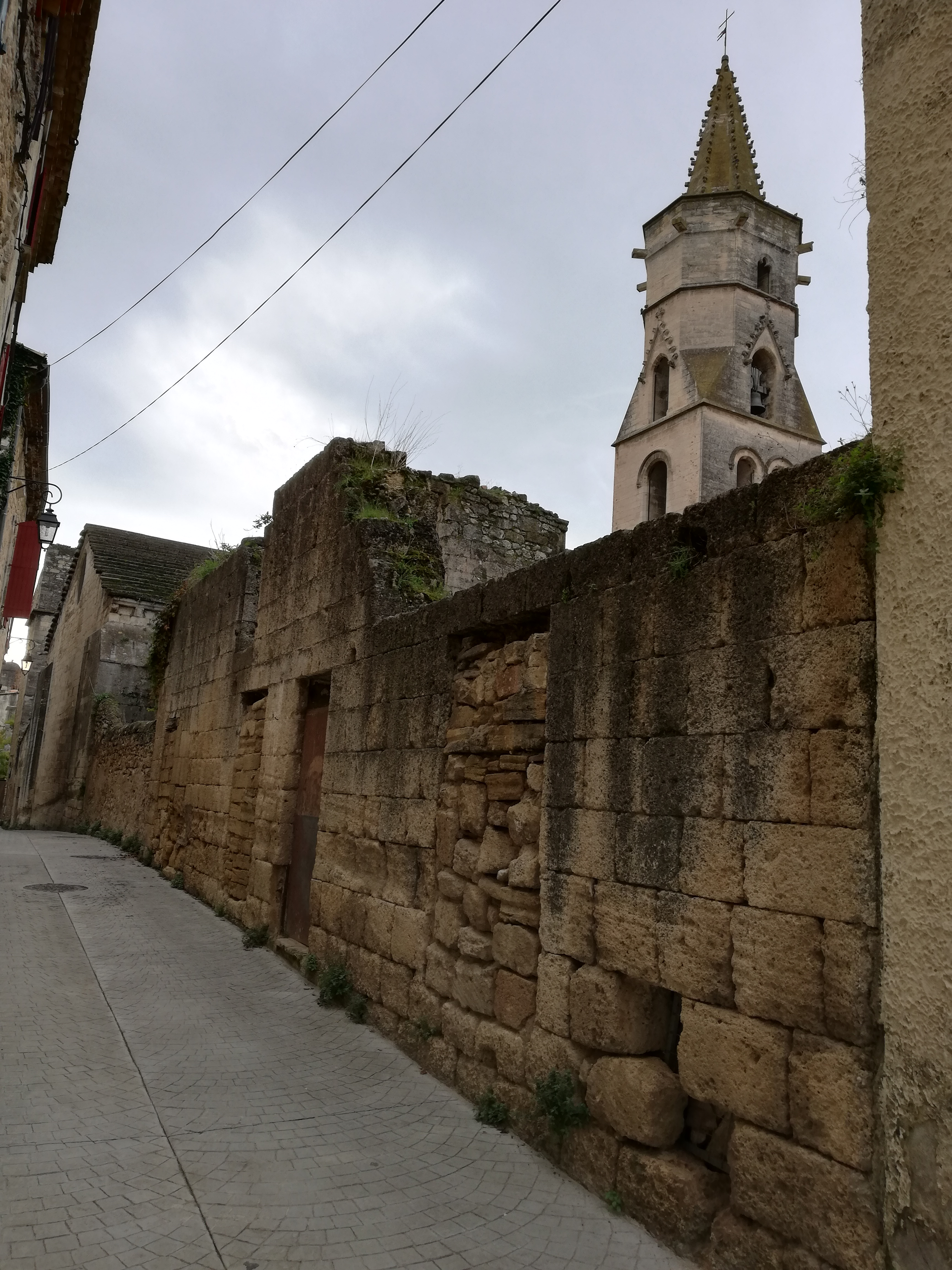
Enceinte Est, et vue sur Notre Dame de Malpas.
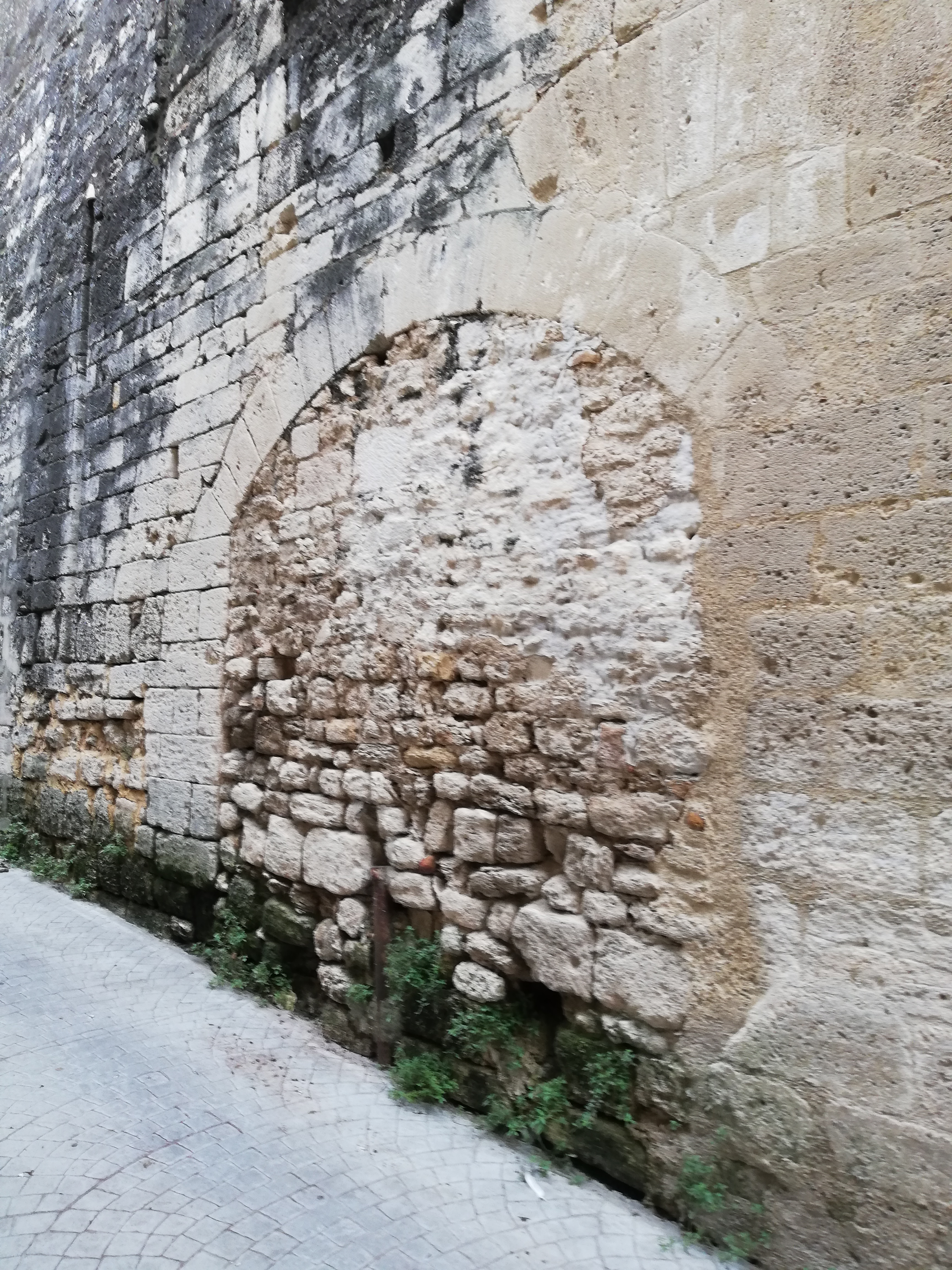
Enceinte Nord, trace des anciennes ouvertures.
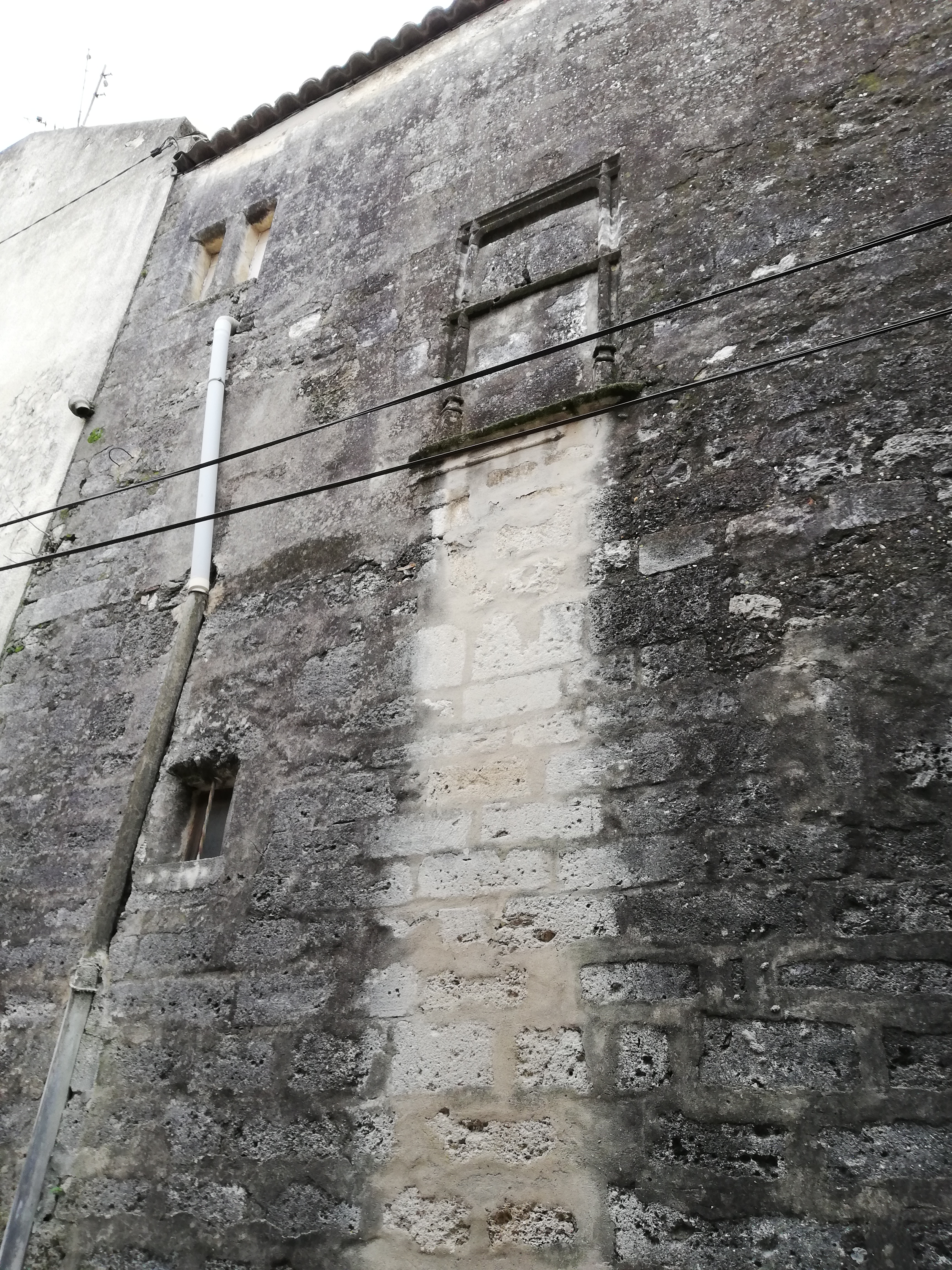
Enceinte Nord.

## Commandeurs templiers
| Nom du précepteur                                | Dates      |
| ------------------------------------------------ | ---------- |
| Bernard Catalan (Bernardus Catalamus)            | avant 1196 |
| Durand d'Alairac (Durantus de Alairaco)          | 1196-1197  |
| Guillaume Rostan (Guillelmus Rostagnus)          | 1199-1206  |
| Rostan d'Aramon (Rostagnus de Aramone)           | 1206-1210  |
| Bertrand de Faraud (Bertrandus Faraudi)          | 1213       |
| Ermangaud (Ermenganus)                           | 1215-1217  |
| Bernard Dominic (Bernardus Dominicus)            | 1220-1222  |
| Bernard de Case (Bernardus de Casa)              | 1227-1228  |
| Guillaume Garchon (Guillelmus Garchonus)         | 1230-1234  |
| Pierre Martaud (Petrus Martaudus)                | 1234-1235  |
| Bertrand de Beaucaire (Bertrandus de Bellicadro) | 1235       |
| Raymond de L'Amandelaye                          | 1237-1238  |
| Jean Castane (Johannes Castaneus)                | 1239-1241  |
| Pierre Lobat (Petrus Lobatus)                    | 1241-1249  |
| Hugues Arthur (Hugo Artus)                       | 1251-1252  |
| Pierre Guigues (Petrus Guigo)                    | 1259       |
| Hugues de Fos (Hugo de Fos)                      | 1261-1263  |
| Bernard (Bernardus)                              | 1265       |
| Bernard du Lavandou (Bernardus Lavanderii)       | 1266       |
| Hugues de Tronne (Hugo Tronni)                   | 1276-1282  |
| Jean de Baudin (Johannes Baudini)                | 1278-1279  |
| Guillaume Lo Cues (Guillelmus lo Cues)           | 1283       |
| Guillaume de Hugolin (Guillelmus Hugolini)       | 1286       |
| Bérenger de Rogues (Berengarius de Rogacio)      | 1286-1288  |
| Ripert du Puy (Ripertus de Podio)                | 1289       |
| Ermengaud Travas (Ermengavus Travas)             | 1291-1293  |
| Pons d'Audibert (Poncius Audiberti)              | 1295       |
| Raymond d'Alazand (Raimundus Alazandi)           | 1295-1297  |
| Pierre Cabasse (Petrus Cabassa)                  | 1296-1297  |
| Pons de Castelbon (Poncius de Castelbon)         | 1307       |